# 西拉德环形山
西拉德环形山(Szilard)是月球背面北半部一座古老的大型撞击坑，形成于前酒海纪时期，其名称取自提出核连锁反应理论并在二战期间参与原子弹研发的科学家，匈牙利裔美国物理学家利奥·西拉德(1898年至1964年)，1970年被国际天文学联合会批准采纳。在此之前，该环形山曾被临时称为"撞击坑 116"。

## 描述

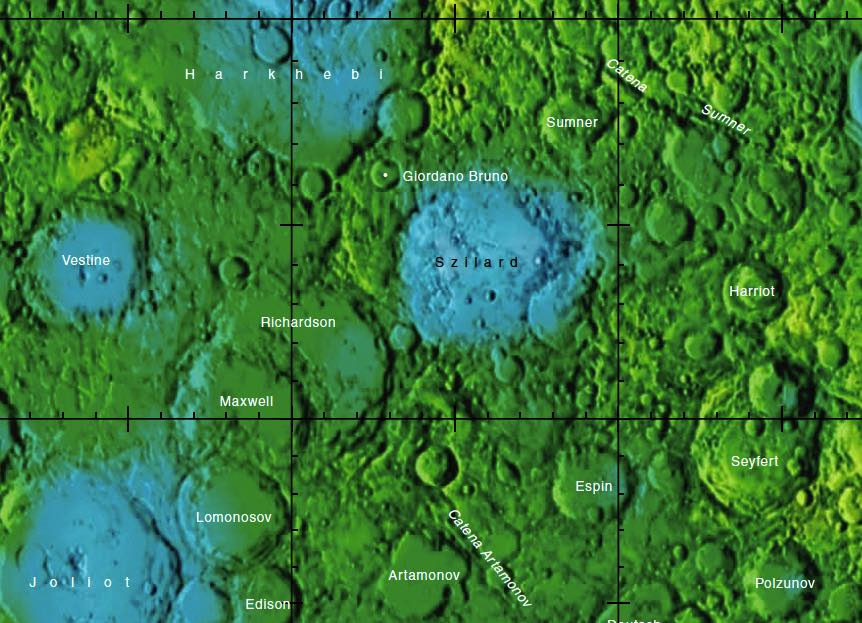
西拉德环形山周边地貌，月球背面详图。.

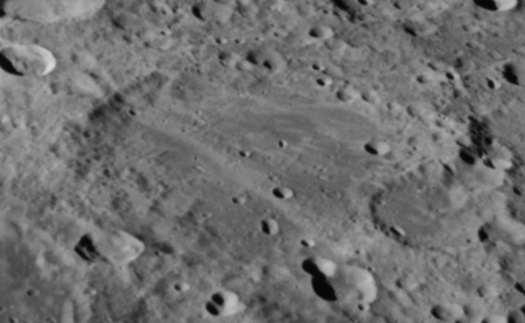
阿波罗14号哈苏相机拍摄的斜视图

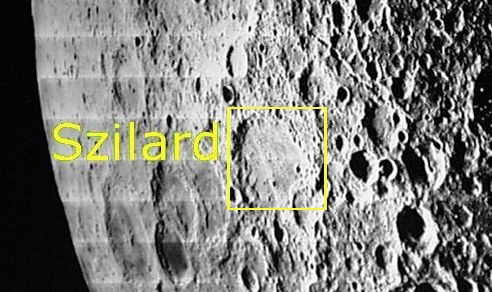
西拉德环形山及周边。美国宇航局照片

该环形山西北与焦尔达诺·布鲁诺陨石坑相邻，再往后是巨大的哈尔赫比环形山；东北靠近萨姆纳环形山、东面与哈里奥特环形山相望、东南坐落着赛弗特环形山、埃斯平环形山位于稍远的东南偏南处、西南则横亘着里查孙环形山。沿西拉德环形山东北延伸着萨姆纳链坑，而阿尔塔莫诺夫链坑则绵延在它的南面。
该环形山的中心月面坐标为33°43′N 105°47′E / 33.71°N 105.78°E，直径127.2公里，深度2.9公里。
西拉德环形山因存续期漫长而磨损严重，其外观已因撞击而改变。坑壁平坦并重叠着众多小陨坑，东南壁坐落着卫星坑"西拉德 H"，来自焦尔达诺·布鲁诺陨坑射纹线横贯坑底表面，陨坑内分布有一些杯状陨坑，西部地表较为崎岖、而东部略为平坦。
该环形山位于月球背面，从地球上无法直接看见。

## 卫星陨石坑
按照惯例，最靠近西拉德环形山的卫星坑在月图上以字母标注在该坑中心点的旁边。

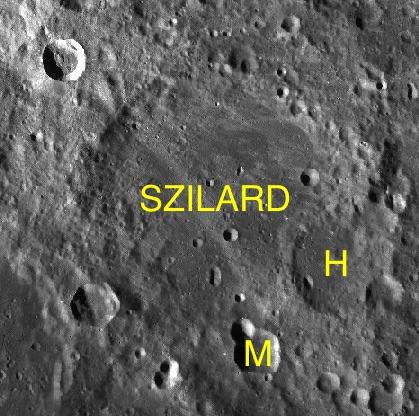
月球勘测轨道飞行器拍摄

| 西拉德 | 纬度    | 经度     | 直径    |
| ------ | ------- | -------- | ------- |
| H      | 32.5° N | 108.4° E | 50 公里 |
| M      | 31.1° N | 106.6° E | 23 公里 |